# Hazel O’Connor
Hazel O’Connor (Coventry, Warwickshire, 1955. május 16. –) angol énekesnő és színésznő. A Magyarországon is bemutatott Üvegtörők (1980) című film tette ismertté, amelynek nemcsak főszereplője volt, hanem ő írta és énekelte az elhangzott betétdalokat is. Később volt még néhány slágere, de viszonylag hamar kiszorult az élmezőnyből. Többször járt hazánkban is, ahol kislemezt készített a KFT együttessel.

## Pályafutása

### A kezdetek
Hazel édesapja, Peter O’Connor egy galwayi halász tizenkét gyermekének egyike volt. A férfi 16 éves korában önként belépett a hadseregbe, és részt vett a második világháborúban. Leszerelése után Coventryben telepedett le, ahol feleségül vett egy csinos szállodai portásnőt, Joyce-t. A házaspárnak két gyereke született. Neil és két évvel fiatalabb húga, Hazel. A házaspár nem élt túl boldogan. Hazel a középiskolában kitűnő tanuló volt, főleg a történelem és a német nyelv érdekelte. A németen kívül később még négy nyelvet megtanult. Mindezek mellett szívesen és eredményesen foglalkozott az énekléssel és a tánccal, érdeklődött a színjátszás iránt, és érmeket nyert tornában. Sikeres tanulmányi eredményei ellenére lelkileg kiegyensúlyozatlan volt, hirtelen hangulatváltozásai miatt még pszichiáterhez is elküldték. Végül az egyik tanárnője segített kilábalni neki a lelki problémákból: felhívta a figyelmét arra, hogy muszáj megváltoznia, mert ha ilyen marad, el fogja veszíteni a barátait. 16 évesen elment otthonról, és beutazta az egész világot. Ruhákat készített és árult Amszterdamban, szőlőt szedett Franciaországban, egy trió tagjaként az NSZK-ban állomásozó amerikai katonák előtt lépett fel, egy tánccsoport tagjaként pedig eljutott Tokióba és Bejrútba is. Terepjárón végigutazta a Szaharát. Marrakeshben egy férfi késsel rátámadt, mialatt magányosan sétálgatott a királyi palota kertjében, és megerőszakolta.
Hazatérése után bekapcsolódott a kibontakozó punkmozgalomba. Bátyja akkoriban a The Flys nevű együttes tagjaként tökéletesen képben volt az új mozgalomról és legfontosabb képviselőiről. Hazel megismerkedett a The Clash egyik tagjával, Mick Jonesszal, és végül úgy döntött, megpróbálkozik a komponálással. Bátyját kérte meg arra, hogy segítsen elkészíteni a demofelvételeket. A szalagot elküldte Alan Edwardsnak, aki udvarias levélben válaszolt. Megírta, hogy tetszettek ugyan neki a dalok, de lekötöttségei miatt nem tudja vállalni, hogy O’Connor támogatásával foglalkozzon. Egy listát csatolt azokról, akiknél viszont érdemes lenne próbálkoznia a kezdő énekesnőnek. Az Albion Records cégnél érdeklődést mutattak iránta, de eleinte semmi nem történt. 1979 szilveszterén O’Connort felhívta egy újságíró, hogy beleegyezne-e abba, ha megadná a számát egy tévétársaságnak, ahol éppen egy háromtagú női együttesről terveznek filmet forgatni, punk miliőben. Hazel nem sok reményt fűzött a dologhoz, és szinte azonnal el is felejtette az egészet. Nem sokkal később elvállalta, hogy helyettesíti egyik telefonkezelő barátnőjét az Albionnál. Már a második napon csengett a telefon: a vonal másik végén Esther Charkham szereposztó ügynök volt, aki sürgősen beszélni akart valamelyik fejessel Hazel O’Connor ügyében.

### Az áttörés
A tévéfilmből mozifilm lett, az Üvegtörők, amely egy fiatal énekesnő, Kate karrierjének története. A lány a semmiből kerül be a zeneiparba, ahol hamar a csúcsra jut, ám a sikernek megvan az ára is: végül idegszanatóriumban köt ki, és csak halovány esélye van a visszatérésre. A film nagy sikert aratott, és Hazelt napok alatt sztárrá tette. A Variety Club az év színésznőjévé választotta, az általa írt filmzene pedig dupla platinalemez lett, melyet a Brit Filmakadémia az év filmzenealbumának jelölt. A BAFTA O’Connort is jelölte a legígéretesebb új felfedezettnek járó díjra. A nagylemez 28 hétig szerepelt a brit albumlistán, ahol az 5. helyig jutott. A kislemezre kimásolt dalok közül a Will You? és az Eighth Day voltak különösen sikeresek. A lemezbemutató turnéra az énekesnő egy addig ismeretlen birminghami zenekart vitt magával, a Duran Durant. Ez volt a csapat első lehetősége, hogy nagyközönség előtt lépjen fel, és a siker lemezszerződést hozott számukra az EMI-nál. A Breaking Glass LP-t követték az újabbak, melyek közül a Sons and Lovers és a Cover Plus voltak különösen sikeresek. Előbbiről a D-Days, utóbbiról a (Cover Plus) We’re All Grown Up és a Hanging Around lettek slágerek. A siker persze számos problémával járt együtt: O’Connor perbe fogta első lemezcégét, mert a vállalat szerinte kisemmizte őt. A bírósági procedúra ellenére O’Connor továbbra is készített új lemezeket, koncertezett Angliában, Írországban, Európában és az Egyesült Államokban. E koncerteken saját együttese, a Megahype kísérte, melynek bátyja is a tagja volt.

### A színésznő
Mivel dalai egyre ritkábban kerültek fel a slágerlistákra, O’Connor színészi feladatokat is vállalt. Televíziós szereplései közül a Jangles és a Fighting Back fogadtatása volt különösen kedvező. Énekesnőt játszott a Channel 4 Prospects című sorozatának egyik epizódjában. Színpadon játszott például a Száll a kakukk fészkére manchesteri előadásában, a Londonban színre vitt Nightshootban és a Dublinban előadott The Raven Beckonsban.

### A visszatérés
1996. október 12-én Hazel egy kuriózumnak számító koncert résztvevője volt. A koncertet a Budapest Sportcsarnokban tartotta a KFT együttes mintegy 15 ezer néző előtt. O’Connor ekkor egy dublini stúdióban tartózkodott, a budapesti színpad mögötti óriási kivetítőn élőben kapcsolták őt, és úgy énekelte el az együttessel a Strange in a Strange Land című dalt.   1997-ben Hazel új nagylemezt vett fel 5 in the Morning címmel, melynek elkészítésében Gerard Kiely zenei producer, társszerző és gitáros támogatta. Az albumról a Na Na Na című felvétel lett népszerű, különösen Skóciában. Az 1980-as évek elején Undercover Plus címmel Hazel már kiadta élete addigi történetét, az ezredfordulón pedig a Beyond Breaking Glass című színpadi show keretében idézte fel a pályáját. Az Edinburghi fesztiválon nagy sikere lett a műsornak, mellyel O’Connor végigturnézta Angliát, és elvitte az előadást Hollandiába, Ausztráliába és Kanadába is. 2002-ben szerződést kötött az Invisible Hands Music céggel. A megállapodás értelmében friss felvételei mellett az 1990-es években készült anyagai is újra megjelentek, mint például egy addig kiadatlan koncertlemez, az Acoustically Yours, illetve a 5 in the Morning és a Live in Berlin is újabb köntösben került vissza a lemezboltokba. 2003-ban az új cég A Singular Collection címmel kiadta az első hivatalos Hazel O’Connor-válogatást, mely az énekesnő teljes pályafutásáról keresztmetszetet ad. Új dal is került a korongra, méghozzá Hazel jó barátja, George Michael One More Try című slágerének feldolgozása. A kísérőegyüttes dobosa Carlos Hercules volt, aki 2006-ban George Michael kísérőegyüttesének tagja lett, korábban pedig Annie Lennoxszal és Beverly Knighttal dolgozott együtt. A One More Try kislemezen is megjelent, és újra felkeltette az érdeklődést az énekesnő iránt. 2005-ös albumán – Hidden Heart – szerepel egy duett Moya Brennannal és Bob Reynoldsszal.

## Ismertebb lemezei

### Kislemezek, maxik
- 1979 Ee-I-Adio
- 1980 Writing on the Wall
- 1980 Eighth Day / Monsters in Disguise #5 UK Singles Chart
- 1980 Give Me an Inch / If Only #41 UK Singles Chart
- 1980 Waiting / Sons and Lovers
- 1981 D-Days / Time Is Free #10 UK Singles Chart
- 1981 Will You / Sons and Lovers #8 UK Singles Chart
- 1981 Zoo (Csak az NSZK-ban)
- 1981 Do What Do You / Waiting
- 1981 (Cover Plus) We're All Grown Up / White Room #41 UK Singles Chart
- 1981 Hanging Around / Hold On / Not For You #45 UK Singles Chart
- 1982 Calls the Tune / Eighth Day (Live) / Give Me An Inch (Live) #60 UK Singles Chart
- 1982 Men of Good Fortune / D-Days (New Version)
- 1982 That's Life / Waiting
- 1984 Just Good Friends
- 1984 Tell Me A Story Now / The Man I Love
- 1984 Don't Touch Me / Bring It On Home to Me
- 1984 Cuts Too Deep
- 1985 Stranger in a Strange Land
- 1985 Why Don't You Answer
- 1985 Push and Shove (Chris Thompsonnal)
- 1986 Fighting Back / Reach
- 1986 Today Could Be So Good
- 1986 We Tried Boy (Didn't We?)
- 1987 And I Dream (David Easterrel)
- 1990 Heat of the Night
- 1993 My Friend Jack
- 1993 Tell Me Why
- 1998 Na, Na, Na
- 2004 One More Try

### Albumok
- 1980 Breaking Glass #5 UK
- 1980 Sons and Lovers
- 1981 Cover Plus #32 UK
- 1984 Smile
- 1984 Greatest Hits
- 1990 Alive and Kicking in L.A.
- 1993 To Be Freed
- 1993 Over the Moon… Live
- 1995 Private Wars
- 1998 5 In The Morning
- 1997 Live in Berlin
- 2000 Beyond the Breaking Glass
- 2000 L. A. Confidential – Live
- 2002 Acoustically Yours
- 2002 Ignite
- 2003 A Singular Collection – The Best of Hazel O'Connor
- 2005 Hidden Heart
- 2005 Fighting Back – Live
- 2008 Smile (az 1984-es album bónuszfelvételekkel kiegészített új kiadása)
- 2010 Breaking Glass Now (az 1980-ban kiadott Breaking Glass album dalainak újrafelvett változata bónuszfelvételekkel)
- 2010 Bluja Project
- 2011 I Give You My Sunshine